# Boris Timofejewitsch Worobjow
Boris Timofejewitsch Worobjow (russisch Борис Тимофеевич Воробьёв; * 27. September 1932 im Dorf Redkino, Oblast Moskau; † 1. März 2018 in Nowomelkowo, Oblast Twer) war ein russisch-sowjetischer Schriftsteller.

## Biografie
Worobjow verbrachte seine Kindheit und Jugend in der Siedlung Radtschenko. 1951 schloss er die Mittelschule in Grodja ab und wurde zum Militärdienst eingezogen. Nach dem Abschluss der Marineschule in Wyborg diente er an der Ostsee sowie in der Kamtschatka-Flottille, insgesamt bis 1958. Während dieser Zeit lebte er fünf Jahre auf der Kurileninsel Schumschu. Nach dem Ende seines Militärdienstes studierte er ab 1959 zweieinhalb Jahre an der Fakultät für Geschichte der Moskauer Universität. Er verließ die Universität ohne Abschluss. So fing er bei einer Bau- und Montagefirma an, für die er an der Moskauer Ringautobahn, einem Werk für Stickstoffdünger in Litauen und einem Tanklager in Tiflis baute. Ebenso arbeitete er in der Kasachischen SSR. Mit dem Schreiben begann er 1965. Ab 1968 lebte er in Moskau, arbeitete bei verschiedenen Zeitschriften, nutzte laut eigener Aussage aber jede Möglichkeit, die Stadt zu verlassen. Von 1968 bis 1984 veröffentlichte er in unterschiedlichen Verlagen Bücher. Seit 1985 war er Mitglied im Schriftstellerverband der Sowjetunion. Im Jahre 1999 zog er aus Moskau zurück in seine Heimat, nach Nowomelkowo, wo er sich selbstständig ein Haus baute. Er starb in Nowomelkowo und ist auf dem Friedhof des Ortes begraben.

## Werk
Das Werk Worobjows umfasst vor allem Powests. Sie behandeln das Zusammenleben von Menschen mit den Tieren und der Natur sowie militärische Sujets. Die Themen sind geografisch wie auch fachlich durch den Erfahrungshorizont des Autors geprägt. Am Ende seiner Karriere wandte er sich verstärkt historischen Recherchen zu. Zwei seiner Werke wurden ins Deutsche übersetzt:
- Легенда о гончих псах. Verlag des ZK des Komsomol „Molodaja Gwardija“, Moskau 1971
  - Wo die Sterne ins Meer fallen. Verlag Neues Leben, Berlin 1976 (übersetzt von Gisela Frankenberg)
- Прибой у Котомари. Verlag des ZK des Komsomol „Molodaja Gwardija“, Moskau 1973
  - Durchbruch bei Kotomari. Militärverlag der DDR, Berlin 1978 (übersetzt von Helga Hauffe)

Folgende weitere Publikationen Worobjows sind erschienen (Auswahl):
- Убу. Verlag des ZK des Komsomol „Molodaja Gwardija“, Moskau 1968 (zusammen mit Jewgeni Nikolajewitsch Kondratjew, enthält Worobjows Erzählungen Сюмусю, дикий пёс, Последняя ночь und Обида)
- Мангазейский ход. Verlag des ZK des Komsomol „Molodaja Gwardija“, Moskau 1970 (zusammen mit Dmitri Andrejewitsch Butorin)
- Десять баллов по Бофорту. Verlag des ZK des Komsomol „Molodaja Gwardija“, Moskau 1979 (enthält Powests Прибой у Котомари und Легенда о гончих псах sowie Erzählungen Один день июля, Нейтральные воды, Последняя ночь, Сюмусю, дикий пёс und Обида)
- Весьегонская волчица. Verlag „Mysl“, Moskau 1989, ISBN 5-244-00310-0
- Век Океана. Verlag „Mysl“, Moskau 1989, ISBN 5-244-00448-4 (zusammen mit Lew Nikolajewitsch Skrjagin und Juri Alexandrowitsch Juscha, enthält Worobjows Erzählung Мировой океан)
- Под флагом смерти. Verlag „Sowremennik“, Moskau 1997, ISBN 5-270-01827-6
- Книга тайн. Verlag „Kupol“, Twer 2013, ISBN 978-5-904297-48-0
- Рассказы о животных. Verlag „Iskatel“ Moskau 2016, ISBN 978-5-9908059-9-6 (enthält Erzählungen Дик, Сюмусю, дикий пёс, Обида und Мой нежный и ласковый зверь)

Zwei seiner Werke wurden verfilmt. So erschien der im Dowschenko-Filmstudio in Kiew aufgenommene sowjetische Kriegsfilm Берём всё на себя, dessen Vorlage Durchbruch bei Kotomari ist, 1980 in den Kinos. Der Film spielt allerdings nicht wie die Handlung des Buchs im Sowjetisch-Japanischen Krieg in 1945, sondern in der zweiten Hälfte des Deutsch-Sowjetischen Krieges.
Sein erfolgreichstes Buch Весьегонская волчица wurde unter dem gleichen Titel 2004 verfilmt. Worobjow war mit der filmischen Umsetzung laut eigener Aussage jedoch äußerst unzufrieden, da sie kaum etwas mit seinem Buch gemein hätte.